# Polynema devriesi
Polynema devriesi är en stekelart som beskrevs av Girault 1913. Polynema devriesi ingår i släktet Polynema och familjen dvärgsteklar. Inga underarter finns listade i Catalogue of Life.